# 이성구 (1924년)
이성구(李晟九, 1924년 3월 4일 ~ 1978년 5월 23일)는 대한민국의 독립운동가이다.

## 생애
1943년 10월 중순, 일본 육군 소위 계급으로 강제 징집되어 중화민국 산시성(山西省) 안읍지구(安邑地區) 주둔 일본군 3541부대에 배속되어 있으면서 중화민국 쓰촨성 충칭(重慶)에 대한민국 임시정부(大韓民國 臨時政府)와 대한광복군(大韓光復軍)이 있다는 정보를 접하고 광복군 입대하기 위하여 1944년 11월, 일본군을 전격 이탈하였다. 그 후 1945년 4월 중화민국 쓰촨 성 충칭에 도착하여 먼저 대한광복군 예하 토교대(土橋隊)에 입대하여 대한광복군 소위 임관하고 같은 해 1945년 6월, 대한광복군 총사령부 경위대(大韓光復軍 總司令部 警衛隊)에 배속되어 대한광복군 중위 진급하였으며 특무정보장교 직위로써 특수임무를 맡아 수행하던 중 1945년 8월 15일, 일제의 무조건 항복으로 충칭에서 조선 광복을 목도하였다.
이듬해 1946년 1월, 조선 고국에 귀국한 그는 두 달 후 1946년 3월 대한광복군 중위 전역하였다. 그 후 1946년 3월에서 1959년 12월까지 13년 9개월간 한국독립당 초급행정위원 직위를 역임하였다.

## 학력
- 대한민국 국방대학교 행정학사 1기(1956년)

## 사후
그의 사후 대한민국 정부에서는 고인의 공훈을 기리고자 1990년 대한민국 건국훈장 애족장을 추서하였다.

## 참고 자료
- 대한민국 국가보훈처 공훈록 - 예비역 대한광복군 중위 이성구 前 한국독립당 초급행정위원[깨진 링크(과거 내용 찾기)]